# Кудашев, Владимир Константинович
Влади́мир Константи́нович Куда́шев (род. 4 августа 1962, Казань, ТАССР, СССР) — российский оперный певец (бас), Заслуженный артист Российской Федерации, лауреат международных конкурсов, ведущий мастер сцены.

## Биография
Владимир Константинович Кудашев родился 04 августа 1962 года в Казани. Начал артистическую деятельность ещё в школе, выступая в Молодёжном Театре на Булаке (тогда под руководством режиссёра Семёна Борисовича Переля). С 18 лет выступал с казанским эстрадно-фольклорным ансамблем «Веселые волгари».
В 1980 году поступил на подготовительное отделение Астраханской государственной консерватории, однако, в тот период обучение музыке не продолжил. В 1981—1983 служил в Вооруженных силах СССР, сначала в артиллерийских частях в Бузулуке, затем в ансамбле песни и пляски при Группе советских войск в Германии. Уже после армии вернулся к профессиональному музыкальному образованию.
В 1985 стал дипломантом (как солист) XII Всемирного фестиваля молодёжи и студентов в Москве.
В 1989 окончил Казанскую государственную консерваторию по специальности «солист-вокалист» по классу сольного пения. Во время обучения продолжал активную концертную деятельность.
В 1990 поступил в аспирантуру Красноярского института искусств в класс профессора Екатерины Константиновны Иофель. Практически одновременно начал профессиональную театральную деятельность в Красноярском государственном театре оперы и балета. Окончил аспирантуру в 1993 году по специальности «оперное пение».
В 1991—1993 годах работал в Красноярском театре оперы и балета.
С 1993 по 2000 год выступал в Пермском театре оперы и балета им. П. И. Чайковского.
С 2000 года работает в Московском театре «Новая Опера».
С 2016 года преподает сольное пение в Московском государственном институте музыки имени А. Г. Шнитке.

## Творчество
В Пермском театре оперы и балета им. П. И. Чайковского Владимир Кудашев исполнял партии Бориса Годунова, Хана Кончака («Князь Игорь» А. П. Бородина), Сальери («Моцарт и Сальери» Н. А. Римского-Корсакова), Собакина («Царская Невеста» Н. А. Римского-Корсакова), Короля Рене («Иоланта» П. И. Чайковского), Мефистофеля («Фауст» Ш. Гуно), Базилио («Севильский цирюльник» Дж. Россини), Даланда («Летучий голландец» Р. Вагнера), Феррандо («Трубадур» Дж. Верди), Монтероне и Спарафучиле («Риголетто» Дж. Верди), партии баса в Реквиеме В. А. Моцарта и Дж. Верди.
В 1999 году был приглашен маэстро Евгением Колобовым в театр «Новая Опера» на роль Бориса Годунова в одноимённой опере М. П. Мусоргского. С 2000 года перешёл на постоянную работу в «Новую Оперу», где исполняет ведущие партии репертуара. Также является приглашенным солистом Красноярского театра оперы и балета и исполняет партии Бориса Годунова и Пимена в опере «Борис Годунов» М. П. Мусоргского.
C 2012 года является приглашенным солистом Большого театра.
Неоднократный участник международного фестиваля «Парад звезд в оперном» (Красноярский театр оперы и балета).
Участник IV Красноярского международного музыкального фестиваля стран Азиатско-Тихоокеанского региона.
Участник I и II Всемирного Шаляпинского фестиваля Фонда «Таланты Мира».
В 2014 году Владимиру Кудашеву было присвоено звание Заслуженного артиста Российской Федерации.
Участник X Международного фестиваля оперного искусства «Басы XXI века».

### Репертуар
- Борис Годунов, Пимен — «Борис Годунов» М. П. Мусоргского
- Гремин — «Евгений Онегин» П. И. Чайковского
- Король Рене — «Иоланта» П. И. Чайковского
- Руслан — «Руслан и Людмила» М. И. Глинки
- Хан Кончак — «Князь Игорь» А. П. Бородина
- Базилио — «Севильский цирюльник» Дж. Россини
- Дон Маньифико — «Золушка» Дж. Россини
- Дулькамара — «Любовный напиток» Г. Доницетти
- Зарастро — «Волшебная флейта» В. А. Моцарта
- Захария — «Набукко» Дж. Верди
- Клавдий — «Гамлет» А. Тома
- Король Генрих Птицелов — «Лоэнгрин» Р. Вагнера
- Оровезо — «Норма» В. Беллини
- Сальери — «О Моцарт! Моцарт…»
- Симоне — «Джанни Скикки» Дж. Пуччини
- Мороз — «Снегурочка» Н. А. Римского-Корсакова
- Василий Собакин — «Царская невеста» Н. А. Римского-Корсакова
- Князь Гудал — «Демон» А. Г. Рубинштейна
- Феррандо — «Трубадур» Дж. Верди
- Бартоло — «Свадьба Фигаро» В. А. Моцарта
- Досифей — «Хованщина» М. П. Мусоргского
- Кочубей — «Мазепа» П. И. Чайковский

Партии в постановках:
- Басовые партии в концерте «Viva Verdi!»
- «Bravissimo!» (музыкальное действо),
- «Всё это — Опера!» (театрализованное представление),
- «Парад баритонов и басов» (гала-концерт),
- «Россини» (музыкальный дивертисмент),
- Приношение Евгению Колобову (концерт),
- Романсы П. И. Чайковского и С. В. Рахманинова (концерт)

Помимо указанных выше в концертном репертуаре Владимира Кудашева также другие арии русских и иностранных композиторов, камерные произведения, народные песни, песни советских композиторов, романсы. Активно выступает с концертным и оперным репертуаром по городам России и в других странах: Германия, Испания, США, Южная Корея, Япония, Австрия, Великобритания, Израиль, Турция, Кипр, Эстония и т. д.
Состоит в Клубе деятелей культуры и искусства при Полномочном представительстве Республики Татарстан в Москве. Является членом жюри вокального конкурса «Молодые таланты», организованного Национальным фондом поддержки правообладателей.

## Награды и звания
Профессиональные награды и звания:
- (2014) Заслуженный артист Российской Федерации.
- (2011) Лауреат премии Фонда Евгения Колобова «За беззаветное служение оперному искусству».
- (1997) Лауреат Международного конкурса вокалистов имени М. И. Глинки.
- (1996) Лауреат Международного конкурса оперных певцов имени Н. А. Римского-Корсакова.

Прочее:
- (2019) За заслуги перед отечественной культурой удостоен звания кавалера императорского ордена Святой Анны III степени. Награждение состоялось в рамках визита в Москву Главы Дома Романовых Великой Княгини Марии Владимировны и её наследника по приглашению Всемирного Русского Народного Собора.
- (2018) Отмечен благодарностью Мэра Москвы за активное участие в общественной жизни Москвы и личный вклад в укрепление дружбы и сотрудничества между Москвой и Республикой Татарстан.
- (2016) Награждён памятной медалью, изготовленной по заказу Полномочного представительства Республики Татарстан в Москве к 110-летию со дня рождения поэта-героя Мусы Джалиля, за вклад в сохранение памяти и наследия поэта.

## Фильмография
- П. И. Чайковский. Евгений Онегин (DVD) Постановка театра «Новая Опера». Запись со спектакля 20 июня 2002 г.
- «Bravissimo!» (DVD). Постановка театра «Новая Опера». Запись со спектакля декабрь 2010 г.
- «Всё это — Опера!» (DVD). Театрализованное представление к 20-летию театра «Новая Опера».
- А. П. Бородин. «Князь Игорь». Постановка театра «Новая Опера». Режиссёр телеверсии С. Сидоренко. По заказу Правительства Москвы. 2012.
- Дж. Россини. «Золушка». Постановка театра «Новая Опера». Режиссёр телеверсии С. Сидоренко. По заказу Правительства Москвы. 2012.

## Аудио
П. И. Чайковский. Евгений Онегин (CD).

## Интересные факты
- В фильме «Савва» (2010) режиссёра Евгения Герасимова за самого Савву Морозова поет Владимир Кудашев.
- Помимо профессиональной деятельности артист активно занимается спортом: горные и водные лыжи. Имеет спортивные разряды.